# Lucía Invernizzi
Lucía Invernizzi Santa Cruz (Santiago, 20 de diciembre de 1941 - 16 de marzo de 2019) fue una investigadora, académica y escritora chilena, primera decana de la Facultad de Filosofía y Humanidades de la Universidad de Chile durante 1990-1994 y luego nuevamente en el periodo siguiente de 1994-1998.

## Biografía
Especialista en literatura colonial latinoamericana.

## Reconocimientos
- Condecoración al Mérito Amanda Labarca 1995.[5]